# 臺灣三字經
《臺灣三字經》出版於1900年日治時代，為漢文文言文作品。該本以漢字著作的作品，作者為台灣新竹人士王石鵬。《臺灣三字經》的著作對象是台灣漢族童蒙學子，目的在以口頭熟讀捷經來介紹台灣移民史與台灣地理。並且於經文內文中表達了日本人殖民統治下，台灣總督府治理台灣初期，台灣漢族人在異族統治下極力避免本族文字斷絕的「遺民心聲」。 
經過作者註解後，夾有韻語的《臺灣三字經》成為內容豐富，易於介紹台灣風光的工具書，因此有人稱該書為「臺灣小百科全書」
。另外，該書亦可使用台語八聲七調來詠朗誦吟唱，並更有抑、揚、頓、挫的效果。

## 作者介紹
作者為王石鵬。王石鵬（1877年－1942年）字箴盤，號了庵；1877年生於台灣竹塹。本來以準備科舉為主的王石鵬，因為甲午戰爭、乙未戰爭以及清朝將福建台灣省割讓予日本等因素，中輟功名求取。惟後仍以詩文與王松及王瑤京合稱「新竹三王」，聞名於文壇。另外他也就職於新竹知事櫻井勉幕僚，以出面調護本島人權益為主要工作。

## 內容
《臺灣三字經》的經文部分共2,712字，從經首「爾小子，生於斯；地理誌，宜先知。」至經尾「能孰（熟）讀，非無益；智識開，宜遊歷。」均為三字一句，且兩句互相對仗的夾韻語文體，該文體係模仿宋朝王應麟所著作的漢古文《三字經》，因此作者將書名取為《臺灣三字經》。該書內容包含臺灣之位置簡介、地名源由、政治經歷、動亂、社會沿革、臺灣原住民、臺灣山川、臺灣物產與臺灣經濟等等。
除此，該書尚有一特色，就是於每段經文後，多有其注釋來闡發其經文義理，因此除了便於口頭熟讀外，內容亦十分豐富，因此，稱得上是一部介紹臺灣的小型百科全書。例如：「民好亂，如燈蛾，撲不盡，可奈何。」經文後面，作者即有「藍鹿洲有云，臺民好亂，如蛾戲燈，前者既死，後者復至」的注釋。
該書於1900年出版，時值1895年始政不久的台灣日治時期。因此，作者除了邀請同鄉文人王友竹作跋外，亦商請臺灣總督府日籍編修官小川尚義題字「如此江山」。另外，亦有人指出，《臺灣三字經》亦呈現了作者從清朝子民變成日本國民的「棄民」心情。

### 名稱與歷史
《臺灣三字經》內容從「爾小子，生於斯；地理誌，宜先知」至「又東蕃，與東瀛，同此島，不一名。」為臺灣輿情簡介及曾有地名介紹。經文內表示，臺灣曾有地名計有：大琉球、毘舍耶、高砂國、安平、東蕃、東瀛、浩愈磨沙等。這一段作者自註說：「臺灣四面皆海，為積水島嶼，隋煬帝大業三年，令朱寬入海訪求異俗，遙觀地界於波濤之間蟠旋蜿蜒，形若流汹，故隋時稱之曰大琉球，即今臺灣是也。相傳虎賁陳稜亦嘗至此。」亦即《臺灣三字經》主張中國人在隋朝已經到過臺灣。
名稱簡介完畢後，經文內「明成祖，思富強，命三寶，航西洋。遇颱風，船東止，入臺灣，自此始」至「改國權，為民主，二百營，張旗鼓。大兵至，破諸營，南北路，盡盪平，此治亂，敘大略」共92句為「臺灣治亂沿革」；即臺灣歷史說明。其中，經文認為開發臺灣最力者為鄭成功，另外也有「滄桑跡，恒變遷，探金讖，豈其然。」的心情描繪。

### 教育人文與地理
經文內的教育發展；人文及風光介紹，起始自「開風氣，自光文」至「大鹹湖，亦著名」。這段經文包含了淡水、下安平、打狗、媽宮等港口；大肚溪、大安溪、牛罵溪、淡水河等河溪流；新高山、大武山、蘇澳山、傀儡山等高山；及水砂連等湖泊。連同注釋，此段內容約略介紹臺灣全部主要港口、山峰與河流溪；並有「基隆崖，六千尺」或「高峰插天，有一千二百八十五丈，此山為臺灣第一高峰」等數據標明。

### 經濟地理及族群
從「厥湧泉，有四處，厥溫泉，二可據」至「兩生物，溫熱帶，及南島，包括內」段落，為臺灣經濟地理介紹。內含礦物、植物、花卉、動物、魚類等。
關於臺灣原住民、漢人經營等族群方面，《臺灣三字經》亦以「古時代，移住民，巫來由，比律賓」到「開蕃地，沈幼丹，善經營，不畏難。」等百句來描述。在注釋方面，則有「然生蕃男女之關係，概屬嚴格一夫一婦，不能娶妾，故有夫之姦，定為第一罪惡，其無夫之姦，亦須罰」等原住民律法介紹。

### 產業氣候
緊接臺灣原住民介紹的則是臺灣產業敘述：也就是從「臺灣島，地沃肥，況四季，風雨依」到「最多額，阿片煙，次燐寸，毛布綿」。以1900年言，稻米一年二獲，農產統計白米第一位，甘藷第二。經濟作物則包含砂糖、茶葉、大甲草蓆等。漁產則有松魚鰈、鰡鱸鯖、鰆蝦鰋及烏魚等。工商業以樟腦、茶葉產業為首，也為主要輸出品；而輸入品最多額為鴉片，第二則為燐火。於台灣氣候描述方面，《臺灣三字經》則有「論氣候，南與北，二部間，成異域」到「夏秋至，雷發聲，地恒震，山嶽鳴。」描述。

### 行政區劃及島嶼
《臺灣三字經》最後部分，除最後「能孰讀，非無益；智識開，宜遊歷。」結語外，就是臺灣行政區劃與主要離島的介紹。於行政區劃方面，從「敘全臺，舊都邑，四部間，府縣立。」到「卑南境，番社多，四十六，共包羅。此人跡，最罕到，難詳知，其深奧。」而島嶼方面介紹則由「諸島嶼，惟澎湖，誠海峽，最要樞。」到「惟龜與，形最小，如圓錐，住民少。」